# Alphonsus Marie Hubertus Edmond van Aefferden

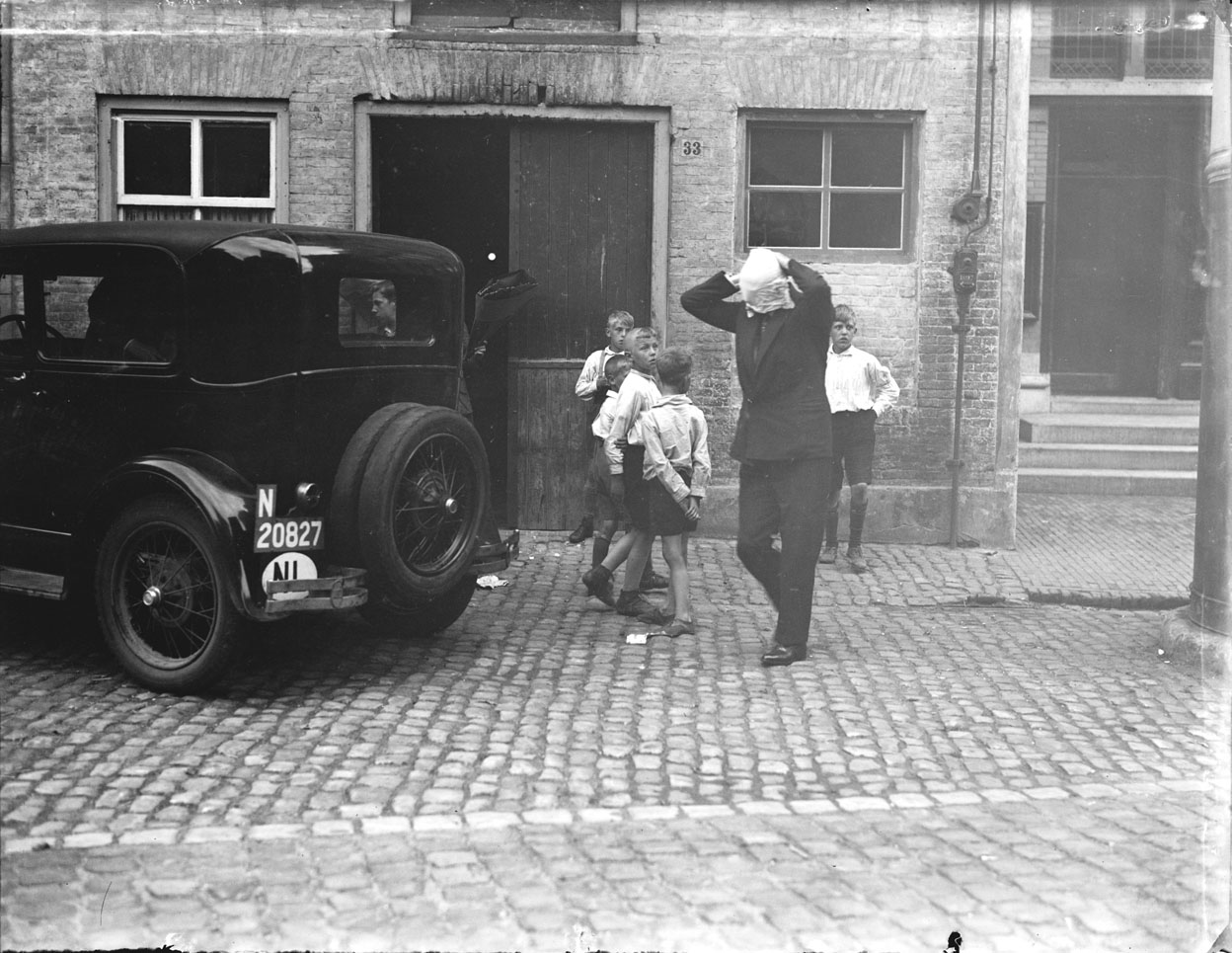
Jhr. A.M.H.E. van Aefferden als getuige in de rechtszaak in hoger beroep inzake de moord in de bossen van Putbroek

Jhr. Alphonsus Maria Hubertus Edmond (Belgisch: burggraaf) van Aefferden (Roermond, 2 juli 1891 – Meerssen, 26 mei 1992) was een Nederlands burgemeester en met zijn echtgenote eigenaar en bewoner van kasteel Geulle.

## Biografie

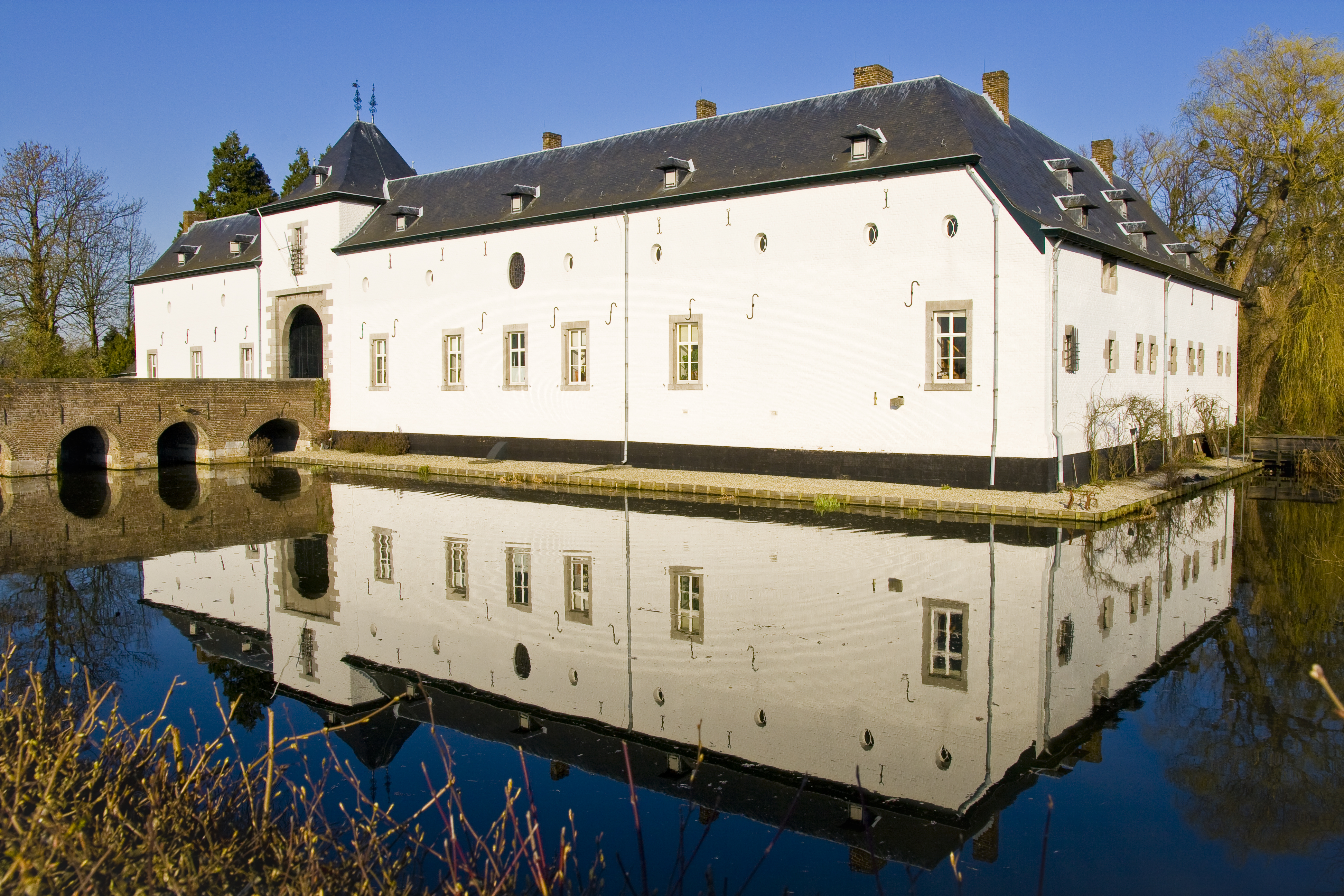
Kasteel Geulle

Van Aefferden werd geboren in de familie Van Aefferden als zoon van jhr. Carolus Albertus Marie Ernestus van Aefferden (1854-1922) en Marie Josephine Guillielmine Hubertine Leurs (1864-1942). Hij trouwde in 1915 met Germaine Anne Marie Huberte Brouwers (1893-1973), waardoor via haar vader kasteel Geulle aan het echtpaar kwam. Uit dit huwelijk werden twee dochters geboren. In 1916 werd hij, kort nadat hij 25 jaar geworden was, benoemd tot burgemeester van Geulle en was toen de jongste burgemeester van Nederland. In 1926 werd hij tevens benoemd tot burgemeester van Bunde. In 1930 werd hij geïnstalleerd als ridder van de Souvereine Orde van Malta tijdens de jaarlijkse ridderdag te Utrecht. In 1932 werd hij gedagvaard in het proces rond "het drama van Putbroek" als eigenaar van de bossen waarin een drievoudige moord gepleegd was, en als werkgever van de betrokken jachtopziener.
Op 26 juli 1941 werd zijn 25-jarig jubileum als burgemeester van Geulle uitgebreid gevierd. Vlak voor zijn pensionering op 1 augustus 1956 werd ook nog het 40-jarig jubileum gevierd als burgemeester. Hij overleed in 1992 op ruim 100-jarige leeftijd.
Zijn oudste dochter was getrouwd met jhr. mr. R.A.Th.M. van Rijckevorsel (1907-1976), burgemeester van Gulpen en lid van het geslacht Van Rijckevorsel; een dochter van hen en hun schoonzoon kochten kasteel Geulle.